# Flagge San Marinos
Die Flagge San Marinos (italienisch Bandiera di San Marino) wurde Ende des 18. Jahrhunderts entworfen und 2011 offiziell zur Nationalflagge erhoben.

## Beschreibung

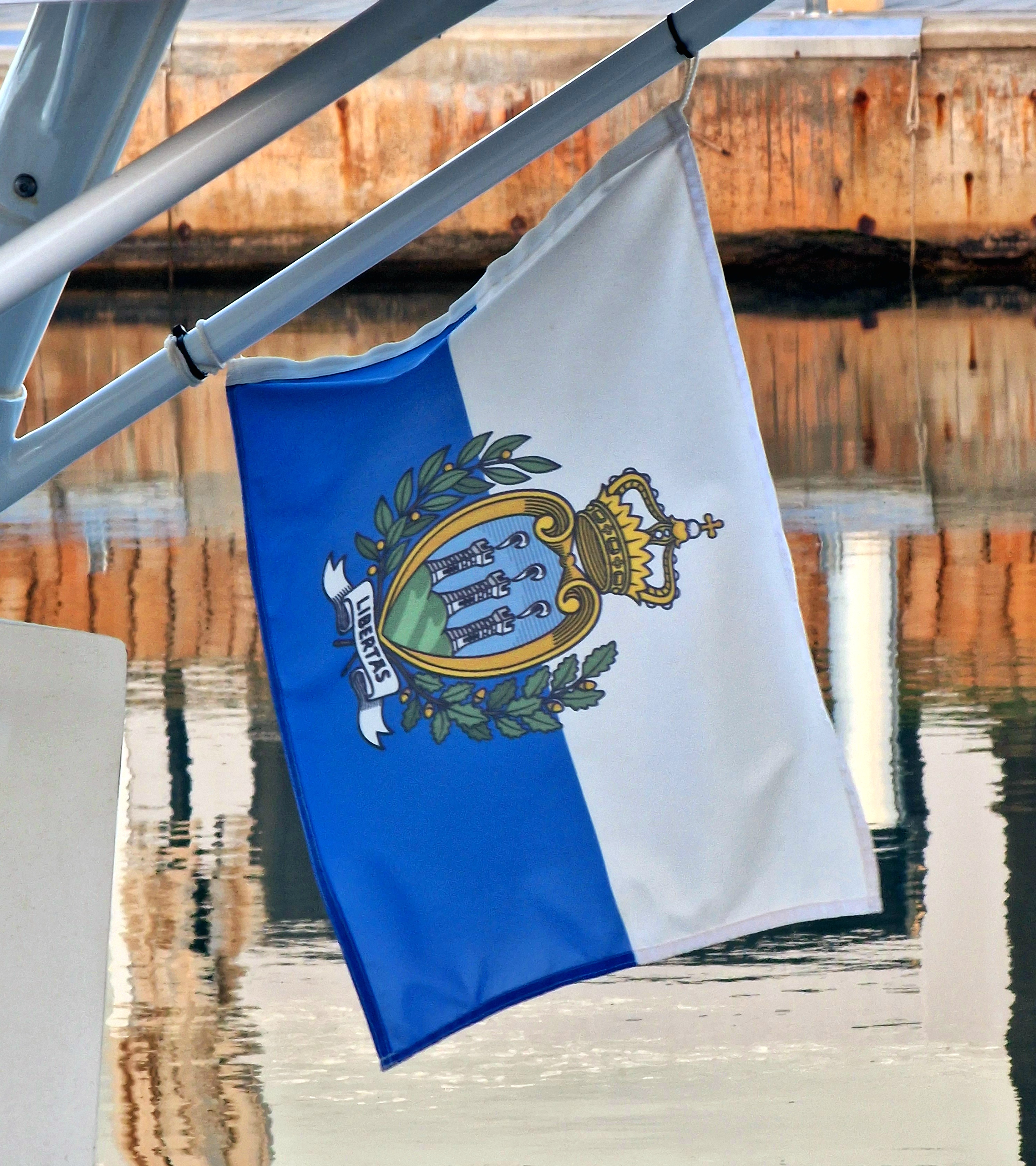
Nationalflagge von San Marino auf einem Boot in Spanien.

Die Flagge San Marinos besteht aus zwei gleich großen, horizontalen Streifen: oben weiß und unten hellblau. Das Blau steht für den Himmel, das Weiß für die Wolken und den Schnee auf dem Monte Titano im Winter. Die Farben erscheinen erstmals 1797 als Kokarde von San Marino. Die Flagge entstand vermutlich in derselben Zeit.
Auf der Staatsflagge ist in der Mitte der Flagge das san-marinesische Wappen dargestellt. Es zeigt ein Schild mit drei Türmen auf drei Hügeln, umfasst von einem Blätterkranz, darüber eine Krone und darunter eine Schriftrolle, auf der LIBERTAS (lat. für Freiheit) zu lesen ist.
Seit 2011 ist der Aufbau der Flagge durch ein Gesetz geregelt. In Verwendung ist auch eine Variante, die auf die Darstellung des Wappens im Zentrum der Flagge verzichtet.
Das Wappen auf der Flagge San Marinos verfügt über mehrere Symbole, darunter drei Türme auf drei Gipfeln, die die Kastelle des Berges Monte Titano darstellen (Guaita, Cesta und Montale). Diese Symbole sind gerahmt in einem Schild mit einer Krone und umgeben von Lorbeer- und Eichenzweigen, diese sind Symbole für die Beständigkeit der Republik und die Verteidigung der Freiheit. Die Krone steht für San Marinos unerschütterliche Souveränität.

3:4   Zivilflagge ohne Wappen
Vor der Standardisierung 2011 übliches Design

## Gemeindeflaggen
Die Gemeinden verwenden die weiß-blaue Flagge mit ihren eigenen Wappen.